# استعمارگری فرانسه در قاره آمریکا

نقشه آمریکای شمالی (۱۷۵۰–۱۶۵۶). فرانسه به رنگ آبی، بریتانیای کبیر صورتی و بنفش و اسپانیا نارنجی.

استعمارگری فرانسه در قاره آمریکا (به فرانسوی: Colonisation française des Amériques) در قاره آمریکا از قرن شانزدهم میلادی آغاز شد و در قرون بعدی با تأسیس امپراتوری استعماری فرانسه در نیمکره غربی ادامه یافت.
پس از آن فرانسه مستعمرات خود را در بیشتر قسمت‌های شرقی آمریکای شمالی، جزایر کارائیب و مناطقی از آمریکای جنوبی گسترش داد. بیشتر مستعمره‌ها به منظور صادرات محصولاتی نظیر ماهی، برنج، شکر و پوست تأسیس شدند.
همزمان با کشف جهان جدید و شروع استعمارگری فرانسه در قاره آمریکا، فرانسوی‌ها قلعه‌ها و شهرک‌هایی را ایجاد کردند. شهرهای مانند کبک و مونترال در کانادا؛ دیترویت، گرین‌بی، سنت لوئیس، کیپ ژراردو، موبیل، بیلاکسی، بتن‌روژ و نیواورلئان در ایالات متحده؛ پورتو پرنس، کاپ-هائیتین در هائیتی؛ کاین در گویان فرانسه و سائو لوئیس در برزیل اشاره نمود.

## آمریکای شمالی

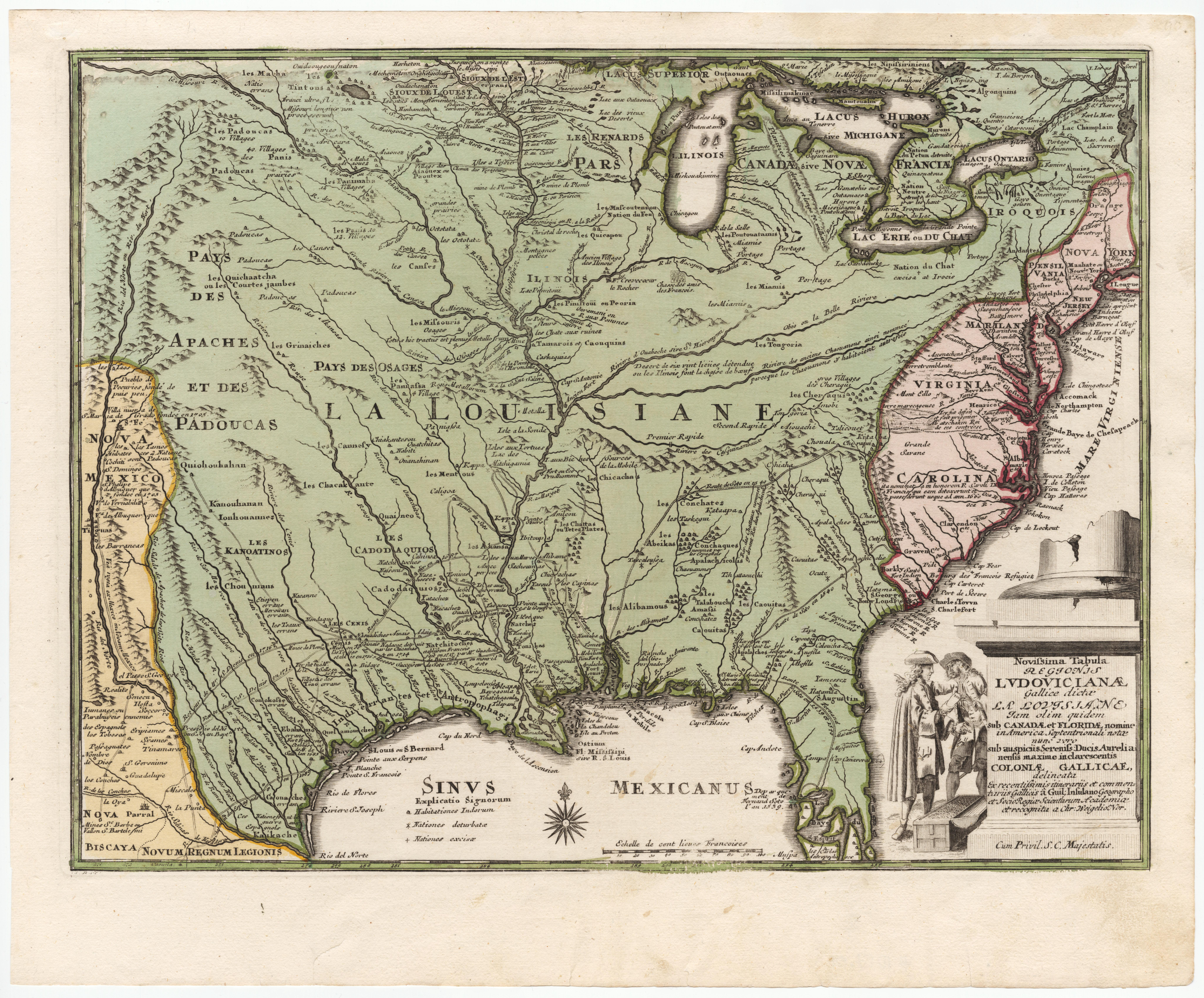
یه نقشه قدیمی از اسعمار گری آمریکا

### زمینه
فرانسوی‌ها در ابتدا به عنوان مسافر به جهان جدید آمدند و به دنبال راهی به اقیانوس آرام و رسیدن به مال و ثروت بودند. کاوش عمده فرانسه در آمریکای شمالی تحت سلطنت فرانسوی اول، پادشاه فرانسه آغاز گردید. در سال ۱۵۲۴، فرانسیس Giovanni da Verrazzano ایتالیایی الاصل را برای جستجوی منطقه بین فلوریدا و نیوفاندلند برای یافتن راهی به اقیانوس آرام فرستاد. Verrazzano نام Francesca و Nova Gallia را به آن سرزمین بین اسپانیا نو و نیوفاندلند انگلیسی داد، بنابراین منافع فرانسه را ارتقا داد.